# Миовени (футбольный клуб)
Футбольный клуб «Миовени» (рум. Clubul Sportiv Mioveni) — румынский футбольный клуб из Миовени. Основанная в 2000 году.

## История
С момента основания, называвшаяся тогда «AS Mioveni», клуб начал участие в чемпионате в рамках четвёртой лиги. Однако уже на следующий год команда объединилась с «Dacia Piteşti» и заняла место «Dacia Piteşti» в третьей лиге под названием «AS Dacia Mioveni» (сегодня «CS Dacia Mioveni»). Летом 2002 года команда вышла во вторую лигу.
В 2007 году «Дачия» впервые вышла в высшую лигу, однако по итогам сезона стала шестнадцатой из восемнадцати команд и была вынуждена вернуться во вторую лигу.

## Достижения
- Серебряный призёр Первой лиги: 2006/07